# S 3507
Az S 3507-es sír a szakkarai nekropolisz egyik sírja. Már 1938-ban felfedezték, de csak 1955-ben Walter Emery tárta fel. Nevezetességét az adja, hogy korábban Meritneith királyné (és régens) sírjának tartották. Az itt talált név a Herneith volt, az is lehet, hogy ez Meritneith névváltozata, és az is elképzelhető, hogy külön személy, vagy akár Neithhoteppel, Hór-Aha feleségével is azonos lehet. A felépítmény körülbelül 44×22 méter alapterületű.
Amikor a királyné Pekerben épített valódi sírját megtalálták, akkor másodlagos sírnak gondolták. A mai álláspont szerint a sír Meritneith valamelyik főtisztviselőjéé volt, ezért fordul elő a név. Ennek alapján a sírt az I. dinasztia idejére lehet datálni, mivel Meritneith Dzser felesége és Den anyja, kettőjük között pedig régensként uralkodott. Az S 3035-ös sír is Meritneith idején épült, de ez a sír tekinthető a korábbi építménynek a kettő közül. Ezt a feltevést arra alapozzák, hogy még hiányzik a sírkamrába vezető lépcsőház, a felépítmény teljesen elzárta a hozzáférést annak megépítése után. Ha azonban a Herneith név esetleg Neithhotep királynét takarná, akkor ez a sír a legkorábbi az egész temetkezési körzetben. Az építmény a hossztengelyével hozzávetőleg északra tájolt, nyugat felé tér el attól. A sírt még az ókorban kirabolták.
A masztaba egy gödörszerű sírkamrát rejt. Ez gyakorlatilag semmiben sem különbözik a felső-egyiptomi négyzetes veremsíroktól, leszámítva azt, hogy teljesen a föld alatt helyezkedik el. Méretei: 5,25×3,15 méter alapterületű és 4,75 méter mély. Északi részén álmennyezetet készítettek 2,5 méter belmagasságnál, a terepszinten még egy fedele van. A déli oldalon az alsó tetőt két pülón tartja, amelyeket közvetlenül az alapkőzetbe illesztettek, a pülónok között pedig egy mészkőtömböt helyeztek el keresztben. Ezt az áthidaló gerendát összekuporodott oroszlánok reliefjei díszítik. E szemöldökgerenda alatt kerámia- és kőedényeket találtak. A sírkamra túloldalán – az északin – helyezték el a 2,65×1,7 méter méretű fakoporsót, amelyben néhány emberi csont volt. Egy kis téglafülkékben élelmiszereket temettek a halott mellé, elsősorban ökörcsontok utalnak a halottal eltemetett ételáldozatra. Néhány ékszer is előkerült, amelyeket fajanszból, lapis lazuliból, karneolból és aranyból készítettek. Egy törött karkötő elefántcsontból volt. Ezek mellett különböző pecsétnyomók is voltak Den és Hórneith (Meritneith) neveivel.
A felépítmény tumulusszerű és viszonylag jó állapotban maradt meg. Alapterülete 38×16 méter, befelé hajló tömbje körülbelül 2,5 méter magas. Az oldalfalakat palotahomlokzatot utánzó paneles díszítéssel látták el, amely motívum később átkerült a kerítésfalra. A mesterséges dombba 29 további kamrát építettek, ezeket 0,65 méter vastag falakkal választottak el. A sírt zárt kerítésfal vette körül 44×28 méteres alapterületen, amelyen egy 1,65 méter széles átjárót nyitottak a keleti oldal déli felén. A kerítésfal egy méter széles téglaépítmény, hullámosan tagolt szerkezetű, három kiemelkedő taggal a rövid oldalon és kilenccel a hosszabbikon.
Ennél a sírnál is megfigyelhető, hogy az alsó-egyiptomi tisztviselő síremléke nagyobb és gazdagabb, mint a vele egykorú felső-egyiptomi királynéé, akinek 16,5×14 méteres U-Y sírja jóval szerényebb.

## Külső hivatkozások
- The Biritsh Museum: Egyptian engineering in the Early Dynastic period – The sites of Saqqara and Helwan
- The 1st Dynasty Tombs
- Az archaikus temető térképe